# دودمان واسا
خاندان واسا (سوئدی:Vasaätten؛ لهستانی:Wazowie) خاندان سلطنتی حاکم بر سوئد در فاصله سالهای ۱۵۲۳-۱۶۵۴ میلادی و شاهان مشترک‌المنافع لهستان-لیتوانی در سالهای ۱۵۸۷-۱۶۶۸ میلادی بودند.

## شاهان و ملکه‌های سوئد

نشان سلطنتی شاخه لهستانی خاندان واسا

- گوستاو اول (۱۵۲۳-۱۵۶۰)
- اریک چهاردهم (۱۵۶۰-۱۵۶۸)
- یوهان سوم (۱۵۶۸-۱۵۹۵)
- زیگیسموند (۱۵۹۲-۱۵۹۹)
- شارل نهم (۱۵۹۹-۱۶۱۱)
- گوستاو آدولف دوم (۱۶۱۱-۱۶۳۲)
- کریستینا (۱۶۳۲-۱۶۵۴)

## شاهان لهستان و دوک‌های بزرگ لیتوانی
- زیگیسموند سوم واسا (۱۵۸۷-۱۶۳۲) (پسر یوهان سوم)

پرچم لهستان در زمان خاندان واسا (۱۵۸۷-۱۶۶۸)

- ولادیسلاوس چهارم (۱۶۳۲-۱۶۴۸)
- ژان دوم کازیمیر (۱۶۴۸-۱۶۶۸)